# Energiedurchlassgrad
Der Energiedurchlassgrad (auch g-Wert, engl. Solar Heat Gain Coefficient, SHGC) ist ein Maß für die Durchlässigkeit von transparenten Bauteilen für Energie. Dieser gibt an, welcher prozentuale Anteil der Energie durch z. B. Sonneneinstrahlung nach innen gelangen kann und dort zur Erwärmung beiträgt. Der g-Wert als Gesamtenergiedurchlassgrad ist die Summe aus der direkten Transmission solarer Strahlung sowie der sekundären Wärmeabgabe nach innen durch Strahlung und Konvektion. Verlust entsteht durch Reflexion oder Absorption vom oder am transparenten Bauteil. Der g-Wert nimmt Werte zwischen 0 und 1 ein. Ein g-Wert von 0,7 gibt an, dass 70 % der einstrahlenden Energie durchgelassen wird.

## Allgemein
Transparente Bauteile sind im Allgemeinen Fenster oder Glasbauteile. Der Energiedurchlassgrad bzw. g-Wert ist einerseits abhängig von der Durchlässigkeit für sichtbares Licht, aber vor allem für Infrarotstrahlung, die auch als Wärmestrahlung bezeichnet wird. Da es sich um die Energie aus dem gesamten Spektrum handelt, kann aus dem g-Wert keine direkte Aussage über die Helligkeit in einem Raum getroffen werden. Der reflektierte Anteil der Energie gilt als Verlust, da dieser nicht mehr zur Erwärmung des Gebäudes beiträgt. Der absorbierte Anteil hingegen erzeugt im Material Wärme und trägt daher zur Energiebilanz bei. Jedoch geht dadurch auch Energie nach außen verloren. Dieser Verlust durch Absorption variiert bei einer Doppelverglasung stark zwischen innerer und äußerer Scheibe, wobei ein höherer Verlust an der äußeren Scheibe besteht.

## Deutschland

### Richtwerte des Bauwesens
DIN EN 410 enthält detaillierte Berechnungsverfahren für den Gesamtenergiedurchlassgrad von Verglasungen. Richtwerte finden sich in DIN 4108-4 als Gesamtenergiedurchlassgrade bei senkrechtem Strahlungseinfall:
- Einfachglas: g = 0,87
- Zweifachglas mit Luftfüllung, ohne Beschichtung: g = 0,78
- Dreifachglas mit Luftfüllung, ohne Beschichtung: g = 0,7
- Wärmedämmglas zweifach, mit Argonfüllung, eine Beschichtung: g = 0,6–0,72
- Wärmedämmglas dreifach, mit Argonfüllung, zwei Beschichtungen: g = 0,5–0,6
- spezielles Sonnenschutzglas: g = 0,27–0,48.

Sonnenschutzgläser werden häufig bei Ganzglas-Fassaden eingesetzt, um den Wärmeeintrag ohne Sonnenschutz zu minimieren. 
Es existieren auch Verglasungstypen mit veränderlichen g-Werten:
- KSD-Glas: Hierbei wird der g-Wert durch das Drehen der Scheibe verändert, im Sommer beträgt der g-Wert beispielsweise 0,39 und im Winter 0,65.[2]
- Schaltbare Gläser: Hierbei wird der g-Wert durch die Veränderung der Lichtdurchlässigkeit der Glasscheibe geändert. Bei elektrochromen Gläsern kann der g-Wert zum Beispiel stufenlos zwischen 0,45 und 0,1 bei thermochromen Gläsern zwischen 0,55 und 0,27 variieren.

### Verschattungskoeffizient b
Der Verschattungskoeffizient b (shading coefficient) nach VDI 2078 wird von den Herstellern manchmal anstelle des g-Werts genannt.

Der Zahlenwert liegt proportional höher, da der g-Wert der betreffenden Glasscheibe ins Verhältnis zum angenommenen g-Wert einer Zweischeiben-Normalverglasung gesetzt wird:
 b = g / 0,8.
Bis Oktober 1994 wurde stattdessen Bezug auf eine 3 mm Einfachverglasung mit einem g-Wert von 87 % genommen: b = g / 0,87.